# 伊莎贝尔·玛丽·格泽
伊莎贝尔·玛丽·格泽（德語：Isabel Marie Gose，2002年5月9日—），德国女子游泳运动员，2022年欧洲游泳锦标赛女子400米自由泳金牌得主、女子800米自由泳银牌得主和女子200米自由泳铜牌得主、2024年世界游泳锦标赛女子400米自由泳和女子1500米自由泳铜牌得主。